# William Aitken
William John Aitken, noto anche come George Aitken e Billy Aitken (Peterhead, 2 febbraio 1894 – Gateshead, 9 agosto 1973), è stato un allenatore di calcio scozzese, il cui cognome è riportato da alcune fonti come Ajtken.

## Carriera
Giocò in Gran Bretagna per Rangers, Port Vale, Newcastle, Preston North End, Norwich ed altre squadre minori. Come allenatore fu allievo di Herbert Chapman, di cui adottò il medesimo schema di gioco, il Sistema.
Venne ingaggiato per volontà di Edoardo Agnelli e fu allenatore-giocatore della Juventus nel periodo dal 1928 al 1930. Fu sia il primo allenatore juventino nella Serie A a girone unico, sia il primo straniero e scozzese nella storia del club. Divenne noto per il suo carattere simpatico e per le tecniche di preparazione fisica all'avanguardia importate dall'Inghilterra. Il suo tentativo di applicare il Sistema anche in Italia trovò diverse opposizioni interne alla società ed alla squadra, e contribuì a minarne i risultati. Come giocatore invece ricoprì i ruoli di mezzala e mediano laterale e scese in campo soltanto in allenamenti ed amichevoli, poiché essendo straniero gli era proibito giocare in partite ufficiali.
Portò nel 1929-1930 la Juventus al terzo posto. Fu poi sostituito da Carlo Carcano poiché i suoi faticosi metodi di allenamento gli avevano inimicato parecchi giocatori.
Andò allora in Francia ad allenare il Cannes, che lo aveva apprezzato nel corso di una trasferta della Juventus in Costa Azzurra. Continuò ad affiancare l'attività di calciatore a quella di allenatore e fu in campo nella finale di Coppa di Francia vinta dal suo Cannes nel 1932. Fu poi allo Stade Reims ed all'Antibes, con cui il 18 novembre 1938 giocò la sua ultima partita in Division 1 all'età di 44 anni e 290 giorni.
In Francia svolse anche l'attività di istruttore di golf, sua altra grande passione.

## Palmarès

### Giocatore

#### Competizioni nazionali
- Coppa d'Inghilterra: 1

Newcastle: 1923-1924
- Coppa di Francia: 1

Cannes: 1931-1932

### Allenatore

#### Competizioni nazionali
- Coppa di Francia: 1

Cannes: 1931-1932